# Amoeba (besturingssysteem)
Amoeba is een open source op een microkernel gebaseerd besturingssysteem, ontworpen door Andrew S. Tanenbaum, Leo J. M. van Moergestel, Henri E. Bal, Frans Kaashoek, Robbert van Renesse, Gregory J. Sharp en Hans van Staveren. Het doel van het Amoeba project was om een netwerk van computers te kunnen hanteren op één machine.
Amoeba werkt onder SPARC, i386, i486, 68030, Sun 3/50 en Sun 3/60. Het systeem maakt gebruik van het netwerkprotocol FLIP.
De programmeertaal Python werd oorspronkelijk ontwikkeld voor Amoeba.